# Рашет, Владимир Карлович

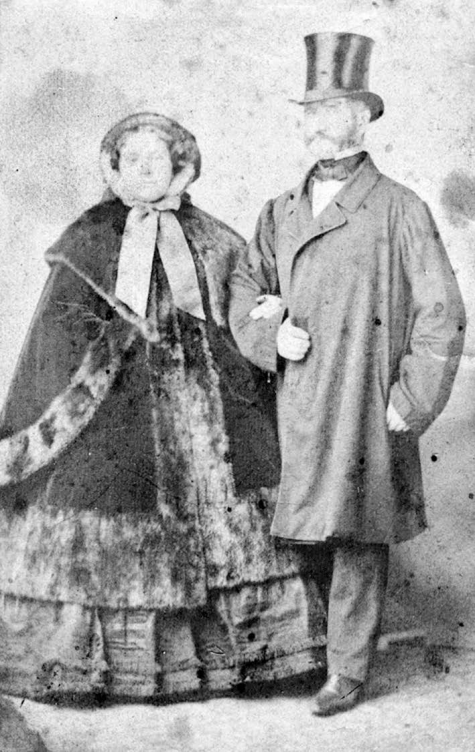
В. К. Рашет с супругой

Влади́мир Ка́рлович Раше́т (7 [19] ноября 1812, Санкт-Петербург — 25 сентября [7 октября] 1880, Безансон) — русский горный инженер, металлург, изобретатель доменных печей («печи Рашета»), директор Горного департамента, тайный советник.

## Происхождение
Владимир Карлович, потомок французского скульптора Я. И. Рашета, обосновавшегося в России, родился 7 ноября 1812 года в Санкт-Петербурге в семье крупного государственного чиновника. Воспитывался в числе пансионеров на казённом содержании в Горном кадетском корпусе.

## Биография
В 1833 году окончил Горный кадетский корпус с малой золотой медалью. В том же году был отправлен в Швецию для изучения горнозаводского производства в Фалунской школе.
В 1836 году, по возвращении из командировки, в звании горного инженера-поручика получил назначение на Гороблагодатские горные заводы. Работал помощником управляющего Нижнетуринского завода, лаборантом, затем с 1839 года заведующим лабораторией Гороблагодатских заводов. На предприятиях Гороблагодатского округа и на Воткинском заводе В. К. Рашет внедрил шведскую технологию производства железа, передал шведский опыт кричным мастерам.
В апреле 1838 года он произведён в чин капитана. В декабре 1839 года «за отличные познания и успешное оных применение к техническим производствам и за примерное заведование Гороблагодатской химической лабораторией Всемилостивейше награждён орденом Св. Станислава 3-й степени».
В 1841—1843 годах был командирован за границу для подробного изучения металлургии железа при употреблении древесного горючего. По возвращении в Россию В. К. Рашет снова составил обстоятельный отчёт о состоянии европейской металлургии, за который он был пожалован чином майора.
В марте 1844 года Рашет был назначен управителем Нижнетуринского завода Гороблагодатского казённого округа и золотых промыслов того же округа, а затем (с 1848) и Гороблагодатских золотых промыслов.
В 1848 году был произведён в чин подполковника, введён в состав Горного учёного комитета Корпуса горных инженеров, ведавшего вопросами науки, техники, статистики и изданий по горнозаводскому и рудничному делу, при министре земледелия и государственных имуществ.
В 1848—1855 годах был помощником управляющего Александровской мануфактурой, затем управителем завода герцога Лейхтенбергского в Петербурге, где при нём были построены первые российские паровозы, из которых два первых с именами «Максимилиан» и «Лейхтенберг» долгое время работали на Царскосельской железной дороге.
В 1850 году он был награждён знаком отличия «XV лет беспорочной службы» и в 1851 году — орденом Св. Анны 2-й степени, в 1853 году произведён в полковники.
В 1855 году он был награждён знаком «XX лет беспорочной службы» и уволился из Александровской мануфактуры. Кроме членства в Учёном комитете, он был введён в состав Совета Корпуса горных инженеров Горного департамента Министерства финансов.
В 1858—1861 гг. находился на частной службе, управляющим Нижнетагильским горным округом Демидова. Здесь изобрёл доменные печи новой системы, носящие его имя. Доменные печи его конструкции получили признание в Европе и на Урале в связи с тем, что они обеспечивали значительное снижение себестоимости чугуна и большую производительность по сравнению с уже действовавшими на Урале печами. Тогда же В. К. Рашет изобрёл шахтную печь для выплавки меди, свинца и серебра. На эти изобретения в 1862 г. он получил «привилегию», а в 1864 г. «рашетовская» чугуноплавильная печь была построена в Мюльгейме в Германии.
В 1862 году был награждён золотой медалью за участие в строительстве Исаакиевского собора в Петербурге.
В 1863—1875 годах Рашет был директором Департамента горных и соляных дел. Тайный советник с 1869 года. В 1871 году — директор Горного совета и в 1876 году — директор Совета торговли и мануфактуры Российской империи. В течение всего срока руководства горным ведомством ежегодно совершал рабочие поездки по горным заводам Урала, Олонецкой губернии, юга России, Царства Польского, контролируя работу заводов и сооружение новых объектов. Выезжал за границу (Германия, Англия, Франция, Австрия) для сбора сведений по новейшим технологиям металлургии с использованием каменного угля, по монетному делу, по приготовлению брони, для участия во Всемирных выставках в Париже (1867) и Вене (1873).
В 1875 году был уволен по расстроенному здоровью. После увольнения от службы оставался членом Горного совета и Горного учёного комитета.
Умер 25 сентября 1880 года в Безансоне во Франции, где он лечился.
За заслуги в развитии отечественной металлургии Владимир Карлович был награждён орденами Св. Станислава 1-й степени (1867) и Св. Владимира 2-й степени (1872), золотой медалью за участие в строительстве Исаакиевского собора в Петербурге и золотой табакеркой с бриллиантовым вензелем Императора Александра II в связи со столетием Горного института.

## Семья
6 февраля 1846 года В. К. Рашет обвенчался в губернском городе Перми с княжной Екатериной Петровной (17.02.1822 — 01.04.1897, Париж, похоронена на кладбище Пер-Лашез), дочерью управляющего «Пермской золотой конторой» князя Петра Ивановича Максутова (1790 — ?), из княжеского рода Максутовых, известного с XVII в., и Анны Ильиничны Яковкиной. В Нижнетуринском заводе у молодых супругов 26 ноября 1846 года родился первый ребёнок — дочь Анна. Затем родился сын, Владимир (30.04.1851—22.08.1889). Род Рашетов за заслуги перед отечеством внесён в 3-ю часть дворянской родословной книги Санкт-Петербургской губернии.